# 2 aprile
Il 2 aprile è il 92º giorno del calendario gregoriano (il 93º negli anni bisestili). Mancano 273 giorni alla fine dell'anno.

## Eventi
- 568 – I Longobardi, al comando del re Alboino, scendono in Italia dalla Pannonia attraverso il Passo del Predil, nelle Alpi friulane;
- 999 – Consacrazione di papa Silvestro II;
- 1077 – Nasce la "Patrie dal Friûl";
- 1453 – Gli Ottomani giungono davanti a Costantinopoli;
- 1513 – Juan Ponce de León pone piede – primo europeo – sul territorio della futura Florida;
- 1767 – Una nave inglese approda su quella che viene chiamata isola di Giorgio III, nota oggi come Tahiti;
- 1801 – Guerre napoleoniche – battaglia di Copenaghen: forze inglesi distruggono la flotta danese;
- 1865 – Guerra di secessione americana: Assedio di Petersburg (Virginia); le truppe unioniste guidate dal generale Ulysses S. Grant costringono le forze confederate del generale Robert E. Lee ad una ritirata. Richmond (Virginia), capitale della Confederazione, viene occupata;
- 1902 – L'Electric Theatre, il primo cinema-teatro americano, apre a Los Angeles, California;
- 1912
  - Sun Yat-sen fonda il Kuomintang (Partito Nazionalista Cinese);
  - Il transatlantico RMS Titanic lascia Belfast e si dirige verso Southampton. Arriverà a destinazione il 10 aprile 1912;
- 1917 – Prima guerra mondiale: il presidente USA Woodrow Wilson chiede al Congresso di dichiarare guerra alla Germania;
- 1921 – L'Armenia diventa una delle Repubbliche sovietiche;
- 1926 – Su proposta di Benito Mussolini il governo italiano vara la legge sull'Opera Nazionale Balilla;
- 1930 – Hailé Selassié è proclamato imperatore d'Etiopia;
- 1940 – Italia: parte la campagna di requisizione di tutte le cancellate in ferro per fare scorta in vista della guerra;
- 1943 – Cip e Ciop esordiscono nel corto di Pluto della Walt Disney, La recluta Pluto;
- 1944 – Francia, Massacro di cittadini francesi ad Ascq per mano nazista;
- 1948 – USA, il Congresso approva il Piano Marshall;
- 1954 – Los Angeles: presentazione del progetto del parco divertimenti di Disneyland;
- 1972 – Guerra del Vietnam: inizia l'Offensiva di Pasqua; le forze nordvietnamite risalgono la parte settentrionale della provincia di Quang Tri;
- 1975 – Guerra del Vietnam: migliaia di rifugiati civili lasciano la provincia di Quang Ngai di fronte all'avanzata delle truppe nordvietnamite;
- 1982 – L'Argentina invade le isole Falkland (o Isole Malvinas o Malvine, a controllo britannico): è l'inizio della guerra delle Falkland;
- 1989
  - Il capo dell'Unione Sovietica Michail Gorbačëv giunge a L'Avana, Cuba, per incontrare Fidel Castro;
  - Yasser Arafat è proclamato presidente della Palestina;
- 1992
  - John Gotti, boss mafioso di New York, è condannato a morte per omicidio e gestione del racket. La sentenza di morte è poi commutata in quella di ergastolo;
  - Pierre Bérégovoy diventa primo ministro di Francia;
- 2002 – Forze israeliane circondano la Chiesa della Natività a Betlemme nella quale sono rifugiati circa duecento palestinesi;
- 2003 – Guerra in Iraq: unità della Delta Force liberano Jessica Lynch, dall'ospedale in cui era ricoverata;
- 2004
  - Belgio/Bruxelles: dopo la firma dell'accordo del 29 marzo, primo alzabandiera a Bruxelles delle nuove sette nazioni della NATO: Bulgaria, Estonia, Lettonia, Lituania, Romania, Slovacchia e Slovenia;
  - USA, la NASA sperimenta con successo un prototipo di aereo con propulsione Scramjet: l'X-43A raggiunge la velocità di Mach 7;
  - Esce nelle sale cinematografiche statunitensi il film Mucche alla riscossa, 45º Classico Disney;
- 2005 – Alle 21:37 italiane (20:37 UTC) muore papa Giovanni Paolo II. Quando viene data la notizia ufficiale, le migliaia di persone raccolte spontaneamente davanti alla Basilica di San Pietro danno vita a una veglia di preghiera che praticamente si svolge senza sosta fino al giorno del funerale, venerdì 8 aprile;
- 2015 – Kenya: strage nell'università a Garissa, nell'est del paese, che causa 150 morti e 79 feriti per tutto il giorno;
- 2018 – Il laboratorio orbitale cinese Tiangong 1 rientra sulla Terra nel Pacifico alle ore 0:16 UTC.

## Nati
Ci sono circa 1 170 voci su persone nate il 2 aprile; vedi la pagina Nati il 2 aprile per un elenco descrittivo o la categoria Nati il 2 aprile per un indice alfabetico.

## Morti
Ci sono circa 500 voci su persone morte il 2 aprile; vedi la pagina Morti il 2 aprile per un elenco descrittivo o la categoria Morti il 2 aprile per un indice alfabetico.

## Feste e ricorrenze

### Civili
Internazionali:
- Giornata internazionale del libro per bambini[1]
- Giornata mondiale per la consapevolezza sull'autismo[2]

### Religiose
Cristianesimo:
- San Francesco da Paola, eremita, protettore dei naviganti
- Sant'Abbondio di Como, vescovo
- Sant'Appiano di Cesarea in Palestina, martire
- San Domenico Tuoc, martire
- Sant'Eustasio di Luxeuil, abate
- San Francesco Coll Guitart, fondatore delle Religiose domenicane dell'Annunziata
- San John Payne, martire
- San Nicezio di Lione, vescovo
- San Pietro Calungsod, catechista filippino, martire
- Santa Teodosia di Cesarea (Teodora), vergine di Tiro, martire
- San Vittore di Capua, vescovo
- Sant'Urbano di Langres, vescovo
- Beato Diego Luis de San Vitores, gesuita, martire nelle Marianne
- Beata Elisabetta Vendramini, vergine, fondatrice delle Suore terziarie francescane elisabettine
- Beato Giovannino Costa, pastore, martire
- Beato Vilmos Apor (Guglielmo), vescovo ungherese, martire
- Beato Leopoldo da Gaiche, francescano
- Beata María Alvarado Cardozo (Maria di San Giuseppe), fondatrice delle Suore agostiniane recollette del Sacro Cuore di Gesù
- Beato Mykolay Charneckyj (Nicola), vescovo ucraino e martire

Religione romana antica e moderna:
- Dies religiosus